# George William Fairfax
George William Fairfax (* 2. Januar 1724 auf New Providence; † 3. April 1787 in Bath) war ein britisch-amerikanischer Politiker.

## Leben
Fairfax war der älteste Sohn des britisch-amerikanischen Politikers William Fairfax (1691–1757) und seiner zweiten Frau Sarah Walker Fairfax, einer Offizierstochter. Schnell kamen Gerüchte auf, dass er ein „Mulatte“ sei. Möglicherweise war dies der Grund dafür, dass der Vater seinen „armen Westindienjungen“ (englisch poor W[est] India Boy) zur Bildung nach England in die Obhut seiner Familie schickte. Sein Halbbruder war Bryan Fairfax.
Während George Williams Jugend in England war sein Vater durch Landvermessung für seinen Cousin Thomas Fairfax zu Wohlstand gekommen und hatte die Plantage Belvoir erworben. 1746 und 1748 nahm George William Fairfax an Landvermessungsexpeditionen teil. Auf der zweiten traf er den späteren Präsidenten George Washington, mit dem ihn eine lebenslange Freundschaft verbinden würde. Am 17. Dezember 1748 heiratete er die wohlhabende Sally Fairfax. Die Ehe blieb kinderlos.
Als Sohn eines einflussreichen Politikers nahm er schnell eine hohe Stellung in der virginischen Gesellschaft ein und wurde 1745 Justice of the Peace im Fairfax County. Vier Jahre später übernahm er dieses Amt auch im Frederick County. Mehrfach (1748–1749, 1752–1755, 1756–1758) vertrat er diese Countys auch im House of Burgesses. Während des Siebenjährigen Krieges (French and Indian War) diente er als Colonel in der Miliz. Auch engagierte er sich wie damals üblich als Laie in der örtlichen Kirche. Nach dem Tod seines Vaters erbte er Ländereien sowohl in Virginia als auch in England sowie lukrative Posten als Zolleintreiber und Vertreter der Fairfax-Familie im Northern Neck von Virginia.
Am 22. Mai 1767 ernannte ihn König Georg III. zum Mitglied des Governor’s Council. Diesen Posten nahm er am 31. März 1768 wahr und legte ihn 1776 mit der Auflösung des Governor’s Council während der Amerikanischen Revolution nieder. Er war jedoch schon im August 1773 mit seiner Frau nach England gereist, um eine Erbschaft zu regeln. Als klar wurde, dass der Fall sich über Jahre hinziehen würde, siedelte er in York und später Bath und verpachtete Belvoir. Seine Finanzangelegenheiten übernahm sein Freund Washington, bis dieser 1775 die Führung der Kontinentalarmee erhielt. 1783 brannte das heute im National Register of Historic Places gelistete Anwesen nieder.
Den Amerikanischen Unabhängigkeitskrieg nahm er als „diabolischen Krieg“ gegen die Vereinigten Staaten wahr. Als Patriot fühlte er sich in England deshalb bedroht. Nach einer langanhaltenden Krankheit, die er laut einem Freund mit Ausdauer erduldete, verstarb er 1787 in seiner Wohnung und wurde im nahe gelegenen Writhlington begraben. Seine Frau lebte bis zu ihrem Tod 1811 alleine.